# Isopeda leishmanni
Isopeda leishmanni là một loài nhện trong họ Sparassidae.
Loài này thuộc chi Isopeda. Isopeda leishmanni được Henry Roughton Hogg miêu tả năm 1903.